# La scrittura dell'eternità dorata
La scrittura dell'eternità dorata è una raccolta di 66 poesie scritte in prosa dall'autore americano Jack Kerouac, pubblicata per la prima volta nel 1960. Il libro rappresenta la sutra di Kerouac riguardo alla filosofia buddista, descrivendo l'"eternità dorata" in maniera paradossale come tutto e niente.
I 66 poemi o "riflessioni" riflettono soprattutto sulla natura della coscienza e l'ineluttabilità dell'esistenza. La principale corrente di ispirazione è stata il buddhismo, tuttavia l'utilizzo del termine "scrittura" nel titolo indica il richiamo alle influenze cattoliche di Kerouac, evidenti anche in tante altre opere.